# بارا دو گارچاز
بارا دو گارچاز (به پرتغالی: Barra do Garças) یک منطقهٔ مسکونی در برزیل است که در ماتو گروسو واقع شده‌است. بارا دو گارچاز ۶۱٬۱۳۵ نفر جمعیت دارد.